# 1922 a jogalkotásban
1922-ben az alábbi jogszabályokat alkották meg:

## Magyarország

### Törvények
- 1922. évi I. törvénycikk Az 1921/22. költségvetési év augusztus elsejétől december végéig viselendő közterhekről és fedezendő állami kiadásokról szóló 1921:XXXIV. tc. hatályának 1922. évi június hó végéig való kiterjesztése tárgyában
- 1922. évi II. törvénycikk Az Országos Gazdasági Munkáspénztár részére járó díjaknak, valamint a pénztár által kifizetendő segélyeknek szabályozásáról
- 1922. évi III. törvénycikk A m. kir. honvédségről szóló 1921:XLIX. törvénycikk egyes rendelkezéseinek kiegészítéséről és módosításáról
- 1922. évi IV. törvénycikk  A "katonatisztek, továbbá állami és más köztisztviselők gyermekeinek nevelőintézeteiről" szóló 1921:XLIV. törvénycikk módosításáról
- 1922. évi V. törvénycikk Az állami erdőőrzési szolgálatban alkalmazottak létszámáról és szolgálatuk feltételeiről
- 1922. évi VI. törvénycikk A közszolgálati tisztviselők és egyéb alkalmazottak (nyugdíjasok, özvegyek és szülőtlen árvák) anyagi helyzetének javítása, valamint egyes állami bevételek fokozása tárgyában
- 1922. évi VII. törvénycikk A magyar királyi állami rendőrség és a magyar királyi csendőrség létszámának, kiegészítési módjainak és felfegyverzésének megállapításáról
- 1922. évi VIII. törvénycikk A m. kir. vámőrség és a m. kir. pénzügyőrség létszámának, kiegészítési módjainak és felfegyverzésének megállapításáról
- 1922. évi IX. törvénycikk Az 1921. évi XXXV. törvénycikk kiegészítéséről
- 1922. évi X. törvénycikk A magyar királyi honvéd tisztképzésről
- 1922. évi XI. törvénycikk A Trianoni Békeszerződés katonai rendelkezései között foglalt egyes tilalmak és korlátozások végrehajtásáról
- 1922. évi XII. törvénycikk Az 1884. évi XVII. törvénycikkbe iktatott ipartörvény módosításáról
- 1922. évi XIII. törvénycikk Magyarország belépéséről az irodalmi és művészeti művek védelmére alakult berni nemzetközi Unióba
- 1922. évi XIV. törvénycikk A magyar királyi folyamőrség szervezéséről, létszámának, kiegészítési módjainak és felfegyverzésének megállapításáról
- 1922. évi XV. törvénycikk A Madridban 1920. évi november hó 30-án kötött "Egyetemes postaszerződés" becikkelyezéséről
- 1922. évi XVI. törvénycikk A brit állampolgárokkal szemben fennálló, a trianoni békeszerződés 231. Cikke alá eső magyar tartozások rendezése tárgyában a Brit Egyesült Királysággal 1921. évi december hó 20-án kötött egyezmény becikkelyezéséről és a trianoni békeszerződés végrehajtásával kapcsolatos egyes kérdések rendezéséről
- 1922. évi XVII. törvénycikk Az 1922/23. költségvetési év első hat hónapjában viselendő közterhekről és fedezendő állami kiadásokról
- 1922. évi XVIII. törvénycikk A katonai büntető jogszabályokban megállapított értékhatároknak, valamint a pénzbüntetések és pénzbírságok ugyane jogszabályokban meghatározott mértékének ideiglenes felemeléséről
- 1922. évi XIX. törvénycikk Nemzeti nagy közgyűjteményeink önkormányzatáról és személyzetükről
- 1922. évi XX. törvénycikk  A nyomdatermékek tudományos célokra szolgáló köteles példányainak beszolgáltatásáról szóló 1897. évi XLI. tc. kiegészítéséről
- 1922. évi XXI. törvénycikk A földadó kivetésének és az ezzel kapcsolatos kérdéseknek újból való szabályozásáról
- 1922. évi XXII. törvénycikk A házadóról és a fényűzési lakásadóról
- 1922. évi XXIII. törvénycikk Az általános kereseti adóról
- 1922. évi XXIV. törvénycikk A társulati adóról
- 1922. évi XXV. törvénycikk A pestvármegyei Dunavölgy lecsapoló és öntöző társulat vízműveinek kiépítéséről
- 1922. évi XXVI. törvénycikk  A fizetési eszközökkel elkövetett visszaélésekről
- 1922. évi XXVII. törvénycikk Az ingatlanok, a felszerelési tárgyak, az árúraktárak, az ipari üzemek és egyéb jószágok vagyonváltságának kedvezményes lerovásáról
- 1922. évi XXVIII. törvénycikk A francia állampolgárokkal szemben fennálló, a trianoni békeszerződés 231. Cikke alá eső magyar tartozások rendezése tárgyában a Francia Köztársasággal 1921. évi január hó 31-én kötött egyezmény becikkelyezéséről és az ezzel kapcsolatos intézkedésekről
- 1922. évi XXIX. törvénycikk A soproni népszavazás emlékének törvénybeiktatásáról